# The Golden Ratio
The Golden Ratio (engl. Der Goldene Schnitt) ist das fünfte und letzte Studioalbum von Ace of Base. Es erschien im September 2010 bei Playground Records.

## Entstehung
Das Album wurde Anfang 2009 bis Mitte 2010 aufgenommen. Es ist das einzige Album mit den zwei neuen Sängerinnen, Clara Hagman und Julia Williamson. Zunächst wurde die Produktion dieses Albums mit der ehemaligen Sängerin Jenny Berggren begonnen. Die drei Jahre dauernden Vorarbeiten im Studio von Jonas „Joker“ Berggren und Ulf „Buddha“ Ekberg bestanden darin, herauszufinden, wie der Ace of Base-Sound im zweiten Jahrzehnt des 21. Jahrhunderts aussehen würde. Nach einem Jahr des Experimentierens wurde ihnen klar, dass sie den ursprünglichen Ace of Base-Sound aufnehmen und bewahren und ihn gleichzeitig zeitgemäß gestalten wollten. Es war auch eine akustische Version des Albums im Gespräch, die die Band 2014 auf ihrer Webseite ankündigte, sie wurde aber nie veröffentlicht.

## Rezeption
Die einzige Single, die ausgekoppelt wurde, war All for You. Der Song wurde Mitte Juli 2010 an europäische Radiosender gesendet und am 10. September 2010 als Single in digitalen und physischen Formaten veröffentlicht. Das Musikvideo zu dem Song wurde am 27. August 2010 veröffentlicht.
Zuvor wurde Mr. Replay als erste Promosingle des Albums veröffentlicht und war die erste Veröffentlichung von Ace of Base mit Clara und Julia. Das Lied erschien auf einer Promo-DJ-CD, die Anfang Juli 2010 veröffentlicht wurde. Mr. Replay wurde als „Zusammenschnitt jedes Songs beschrieben, den Ace of Base jemals aufgenommen hat“ und enthält Gastgesang in den Strophen von Lex Marshall. Das Lied erhielt gemischte Kritiken von Kritikern, die der Meinung waren, dass es ihrem vorherigen Material zu ähnlich sei. Die Albumversion wich von der Promosingle etwas ab.
Der Titeltrack von The Golden Ratio war als zukünftige Single in Schweden geplant wurde jedoch nur für Werbezwecke veröffentlicht und war die letzte Veröffentlichung aus dem Album.

## Titelliste
| Nr. | Titel                         | Autor(en)                                          | Produzent                                                               | Länge |
| --- | ----------------------------- | -------------------------------------------------- | ----------------------------------------------------------------------- | ----- |
| 1.  | All for You                   | Jonas Berggren, Ulf Ekberg, Jonas Saeed            | The Sign, Jonas Saeed                                                   | 3:38  |
| 2.  | Blah, Blah, Blah on the Radio | Jonas Berggren, Ulf Ekberg                         | The Sign, ursprüngliche Co-Produktion Henry Bergström                   | 3:48  |
| 3.  | The Golden Ratio              | Jonas Berggren, Ulf Ekberg, Jonas Saeed            | The Sign, Jonas Saeed                                                   | 3:47  |
| 4.  | Southern California           | Jonas Berggren, Ulf Ekberg                         | The Sign, Kasper Lindgren                                               | 3:15  |
| 5.  | Told My Ma                    | Jonas Berggren, Ulf Ekberg                         | The Sign, Henry Bergström, Ari Le Tennen                                | 3:50  |
| 6.  | Black Sea                     | Jonas Berggren, Ulf Ekberg                         | The Sign                                                                | 3:42  |
| 7.  | One Day                       | Jonas Berggren, Ulf Ekberg                         | The Sign, Harry Sommerdahl, ursprüngliche Co-Produktion Henry Bergström | 4:15  |
| 8.  | Juliet                        | Henry Bergström, Peter Bergström                   | Henry Bergström, The Sign, Harry Sommerdahl, Peter Bergström            | 3:14  |
| 9.  | Precious                      | Jonas Berggren, Ulf Ekberg                         | The Sign, ursprüngliche Co-Produktion Henry Bergström                   | 3:52  |
| 10. | Vision in Blue                | Jonas Berggren, Ulf Ekberg                         | The Sign, ursprüngliche Co-Produktion Henry Bergström                   | 3:56  |
| 11. | Mr. Replay                    | Jonas Berggren, Ulf Ekberg, Ari Lehtonen, D. Massy | The Sign, Ari Le Tennen, Magnus Vänttinen                               | 4:17  |
| 12. | Who Am I                      | Jonas Berggren, Ulf Ekberg                         | The Sign, One Life Publishing                                           | 3:05  |
| 13. | Doreen                        | Jonas Berggren, Ulf Ekberg                         | The Sign, Ari Le Tennen                                                 | 3:37  |

## Charts und Chartplatzierungen
| ChartsChartplatzierungen | Höchstplatzierung | Wochen |
| ------------------------ | ----------------- | ------ |
| Deutschland (GfK)        | 20 (4 Wo.)        | 4      |
| Schweiz (IFPI)           | 100 (1 Wo.)       | 1      |